# Збирка Уроша Предића
Збирка Уроша Предића обухвата предмете и материјал из заоставштина знаменитог сликара реализма Уроша Предића.
Збирка је доступна јавности у оквиру Музеја српске књижевности на Бањици. 

## О збирци
Целокупна заоставштина Уроша Предића се поред дела у Адлигату, налази у Панчевачком архиву као и Народном музеју у Зрењанину, где Предићеве слике чине део сталне поставке.
Збирку Уроша Предићу чини 1700 појединачних предмета. Главницу предмета чине дописнице и писма сликара, од чега је више од 80 сликар послао породици у Орловату. Друге дописнице и разгледнице је Предић разменио за знаменитим личностима свога доба, пријатељима и познаницима: Богдан  Поповић,  Лаза  Костић,  Паја Јовановић, Богдан Дунђерски, Стеван Сремац и други.
Поред  издвојене збирке Уроша Предића, у оквиру других збирки Адлигата могу се пронаћи додатни материјали о сликару. У Збирци Јоце Вујића налази Предићева дописница овом велепоседнику и једном од највећих српских колекционара.
Сви предмети који чине легат нису стручно обрађени и анализиран, тако да се може очекивати још за историју уметности и биографе вредних налаза.

## Галерија
- Лаза Костић пише Урошу Предићу из Беч
- Богдан Дунђерски пише Урошу Предићу из немачке бање па из Напуља
- Разгледница Бете Вукановић